# 아나 파울라 아로지우
아나 파울라 아로지우(Ana Paula Arósio, 1975년 7월 16일 ~ )는 브라질의 배우, 전직 모델이다.